# حركة المرور

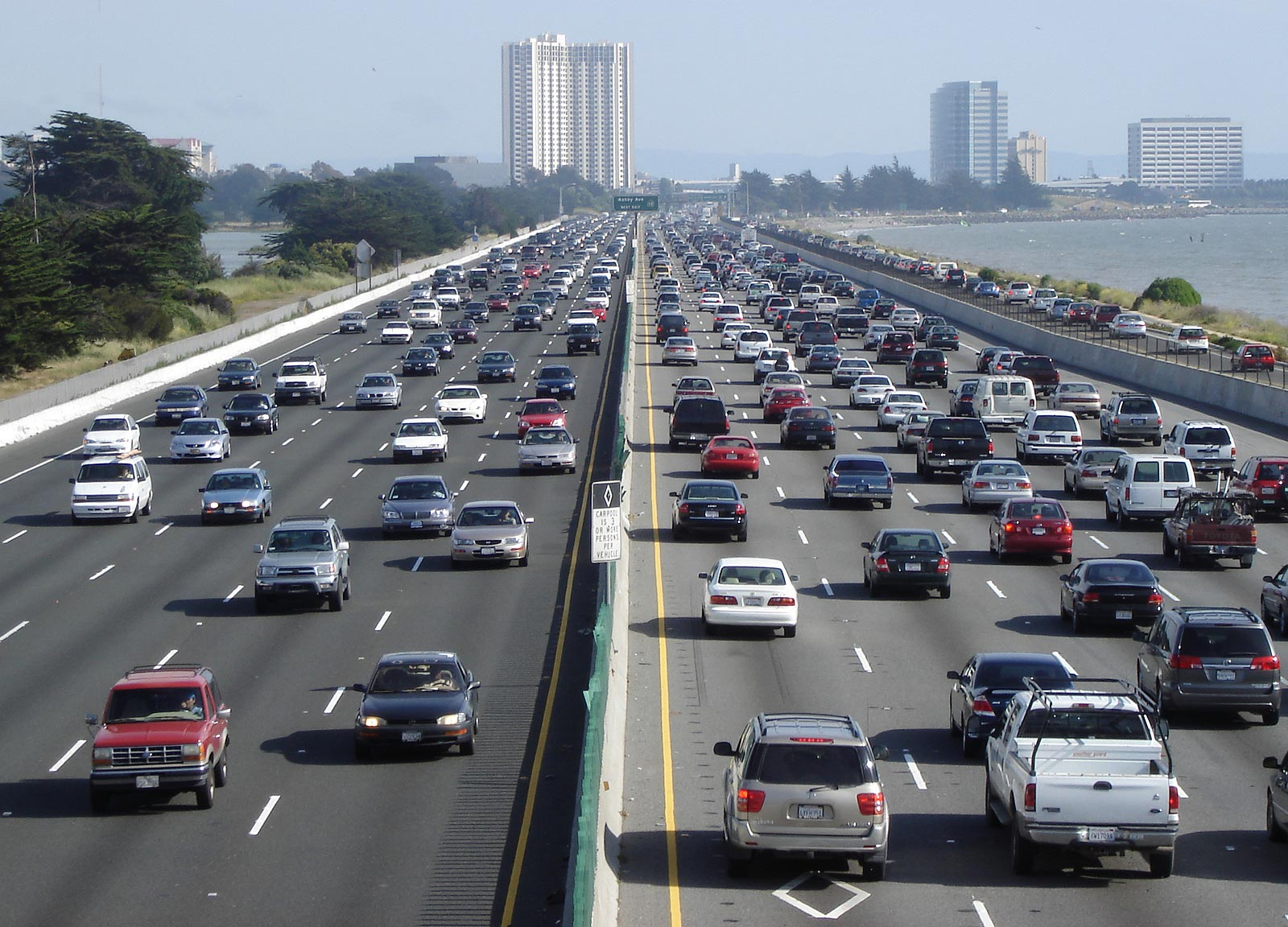
الطريق السريع 80 الذي يصل بين الولايات Interstate 80 في بيركيلي في ولاية كاليفورنيا، وهو طريق سريع ومزدحم بالسيارات فيه كثير من المسارات.

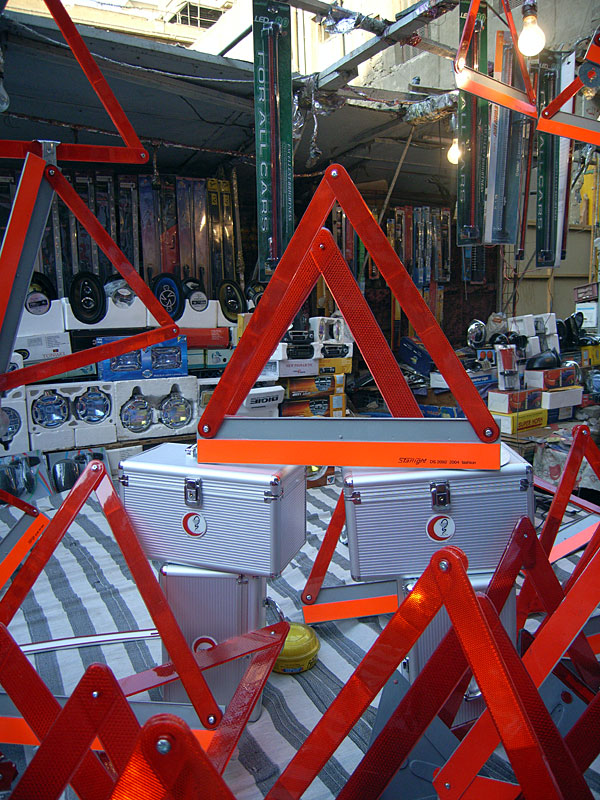
ينص القانون في بعض البلدان ومنها مصر على حمل السائق في سيارته لمعدات معينة للتعامل مع الأعطال والحوادث

تشمل حركة المرور على الطرقات كلا من المشاة والحيوانات المركوبة أو المُساقة والمركبات أو السيارات ووسائل النقل الأخرى، وهي تتحرك على الطرقات العامة إما منفردة أو مع بعضها بعضا بهدف التنقل أو السفر.
قوانين المرور Traffic Laws وهي القوانين التي تتحكم بحركة المرور وتنظم سير المركبات، بينما تتضمن قواعد استخدام الطريق Rules of the road قوانين المرور والقواعد غير الرسمية المتعارف عليها التي تطورت عبر الزمن لتسهيل السيل الانسيابي المنظم لحركة المرور. تشمل حركة المرور المنظمة بشكل عام أولويات ثابتة ومسارات وأولوية المرور أو حق الطريق Right-of-way والتحكم بحركة المرور عند التقاطعات.
يتم تنظيم حركة المرور من خلال كثير من القوانين تطبق بواسطة تحديد مسارات lanes وملتقى طرقات Junctions وتقاطعات Intersections وتقاطعات جانبية لا تشق سيل حركة المرور Interchanges وإشارات مرور ضوئية أو لافتات مرورية Signs. غالبا ما يجري تصنيف حركة المرور حسب نوع المركبات: فهناك المركبات الثقيلة (مثل السيارات والشاحنات) ومركبات أخرى (مثل الدراجات النارية والدراجات الهوائية) والمشاة. قد تطبق قوانين حدود السرعة على أنواع مختلفة من المركبات وتتشارك بحق الارتفاق على الطرقات أو قد تُفصل عن بعضها، وقد تكون بعض القوانين مفصّلة إلى حد كبير وفيها قواعد معقدة للطرقات بينما تعتمد قواعد أخرى بشكل أكبر على حسن التقدير العام للسائقين واستعدادهم للتعاون.
يوفر المرور المنظم تنقلا أكثر سلامة وفعالية، أما الحوادث التي تسبب الاضطراب في انسياب حركة السير وفي فوضى مرورية فهي: أعمال البناء على الطرقات وحوادث التصادم والكتل الحجرية على الطرقات. وقد يؤدي اضطراب مروري على طريق سريع مزدحم إلى حدوث ظاهرة تسمى بالموجات المرورية Traffic waves، وقد يؤدي حصول تعطل كامل في نظام المرور إلى حدوث احتقانات مرورية وإلى توقف كامل للسير Gridlock. وتتضمن المحاكاة الحاسوبية لحركة المرور المنظمة نظرية الأرتال والتقدم العشوائي ومعادلات الفيزياء الرياضية التي تطبق على سيل حركة المرور traffic flow.
كلمة Traffic الإنكليزية مشتقة من كلمة «ترافَقَ» العربية والتي تعني السير قُدُماً معاً.

## قواعد استخدام الطريق

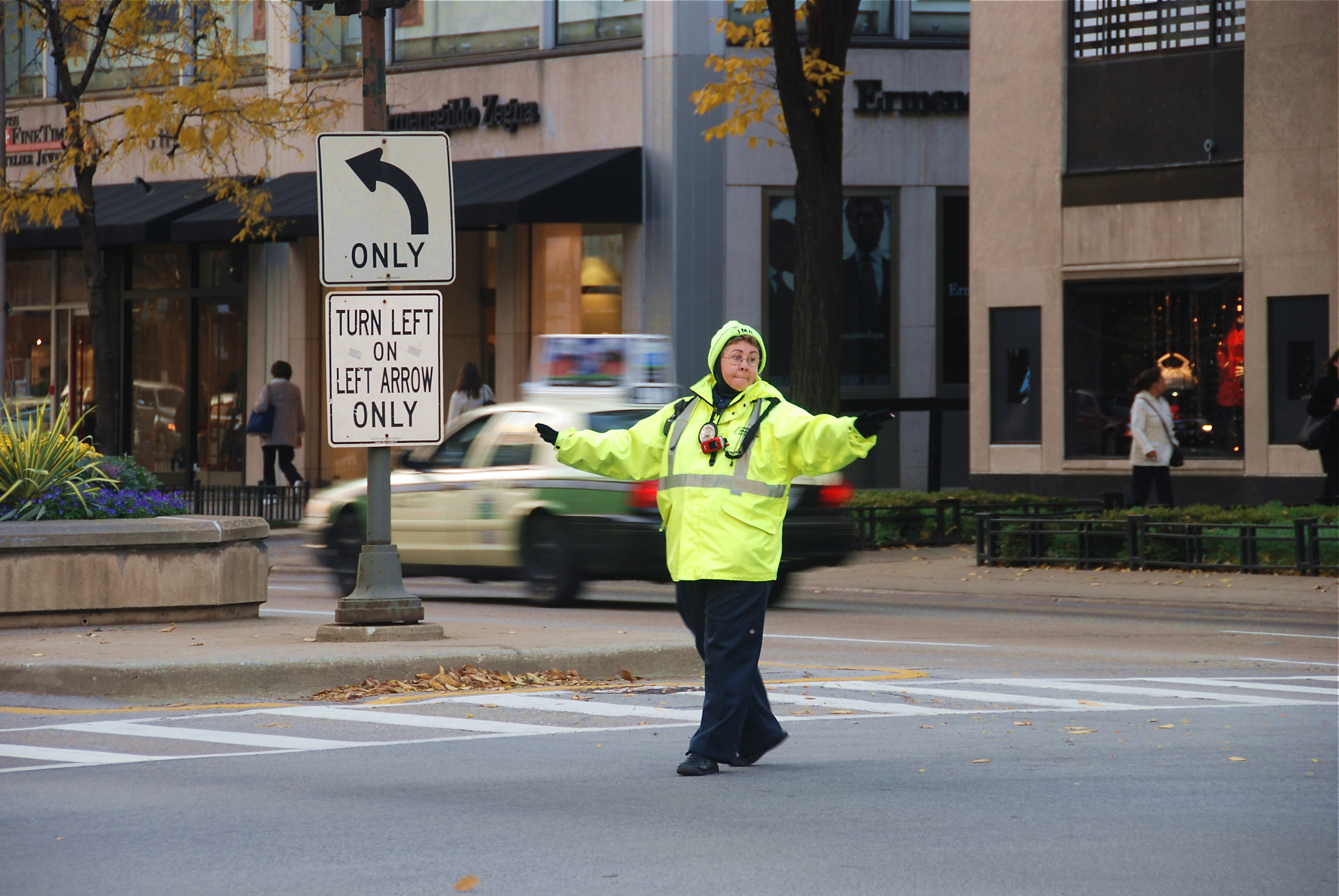
منظم مرور في مدنية شيكاغو شارع ميتشيغان

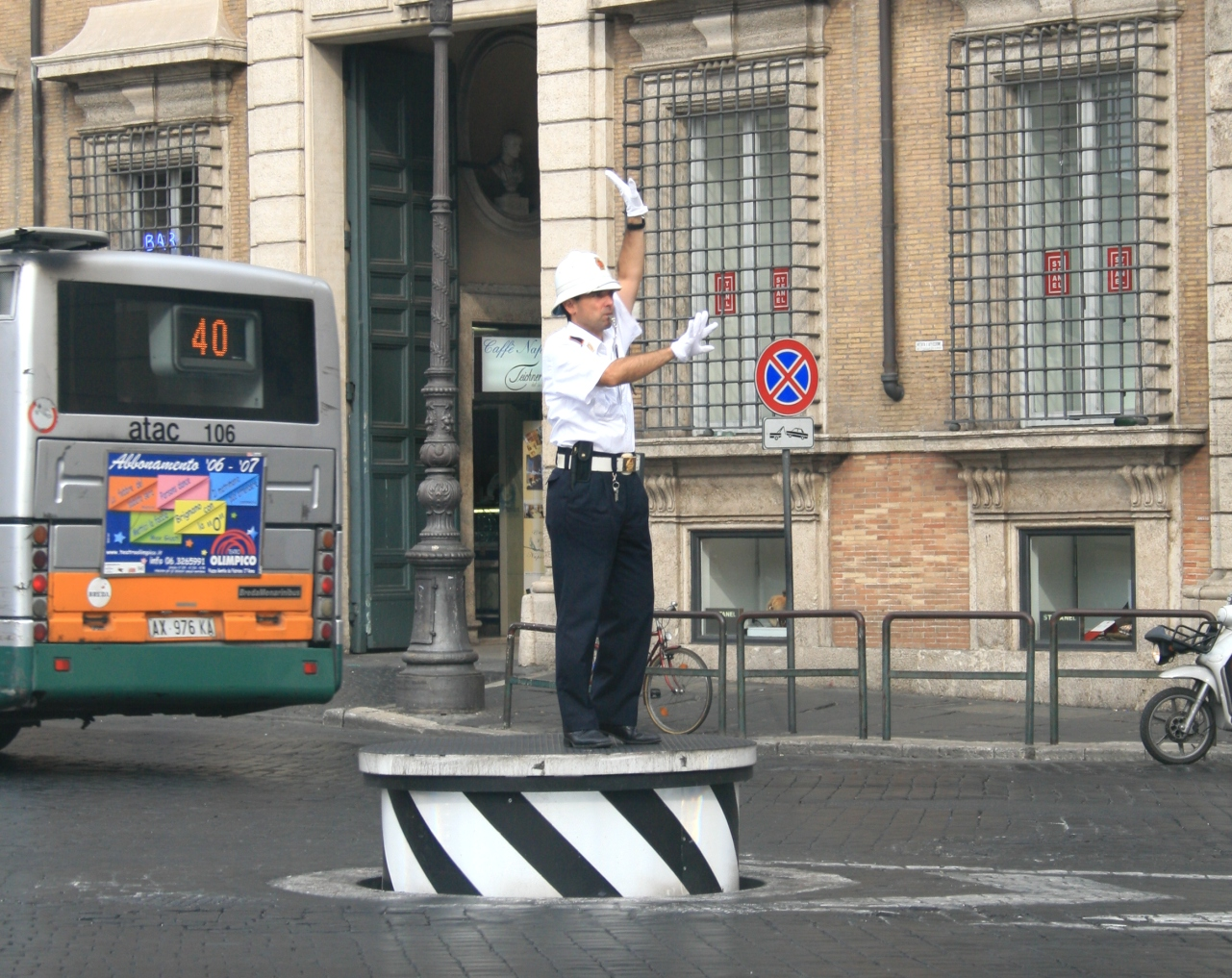
عملية تنظيم مرور في مدينة روما في إيطاليا، يمكن إزالة هذه المنصة المرورية لتصبح في مستوى الشارع عندما لا تستخدم

قواعد استخدام الطريق هي الممارسات والإجراءات العامة التي ينبغي على مستخدمي الطريق اتباعها، وتطبق هذه القواعد عادة على جميع مستخدمي الطرقات، إلا أن لها أهمية خاصة بالنسبة لراكبي المركبات والدراجات. تتحكم هذه القواعد بالعلاقة المتبادلة بين المركبات والمشاة. جرى تعريف قواعد المرور الأساسية في اتفاقية دولية تحت إشراف الأمم المتحدة في العام 1968 وهي اتفاقية فيينا لحركة المرور. لم توقع جميع الدول على هذه الاتفاقية وهناك بعض الاختلافات في الممارسات العملية لهذه القواعد بين الموقعين على الاتفاقية. وهناك أيضا قواعد مرور محلية غير مكتوبة متعارف عليها بشكل عام بين السائقين المحليين.
القاعدة الأساسية العامة هي أن يتفادى السائقون الاصطدام بالمركبات الأخرى أو بالمشاة بغض النظر عما إذا كانت قواعد المرور تسمح لهم بالتواجد في المكان الذين هم فيه. إضافة إلى قواعد السير المتعارف عليها ينبغي الالتزام بإشارات المرور والإشارات الضوئية، وقد يتواجد شرطي المرور بشكل دائم لإعطاء توجيهات عند تقاطع مزدحم بدلا من الإشارات الضوئية، أو في حالات معينة لمراقبة حركة المرور حول منطقة فيها أعمال بناء أو عند حصول حادث مروري أو أي حدث طارئ على الطريق. ينبغي تمييز هذه القواعد عن الإجراءات الآلية التي تتطلبها قيادة المركبة.

### الاتجاهية
ينبغي الفصل بين حركتي المرور باتجاهين متعاكسين بشكل لا تعيق إحداهما الأخرى. القاعدة الأساسية الأهم هي تحديد استخدام يسار الطريق أو يمينه.

### قواعد حركة المرور

اللون الأحمر: قيادة على اليمين، اللون الأزرق: قيادة على اليسار.

في كثير من الدول تكون قواعد استخدام الطريق مشفرة بشكل يحدد الشروط القانونية والعقوبات المفروضة في حال مخالفتها. في بريطانيا تتضمن مجموعة قوانين الطرق السريعة الشروط التي ينبغي على السائقين اتباعها إضافة إلى نصائح حول كيفية القيادة بشكل معقول وآمن، في الولايات المتحدة الأمريكية تقوم الولايات والبلديات بتنظيم قوانين المرور من خلال مجموعة قوانين مرور خاصة بها، وتعتمد معظم هذه القوانين، بشكل جزئي على الأقل، على مجموعة القوانين المتماثلة للمركبات Uniform Vehicle Code، إلا أن هناك اختلافات بين ولاية وأخرى، ففي ولاية فلوريدا على سبيل المثال تفصل السلطات بين قانون المرور والقانون الجنائي، لذلك فإنه ما لم يهرب الشخص من موقع الحادثة المرورية أو يتسبب في قتل إنسان عن عمد أو غير عمد بواسطة مركبته فإن إدانته لا تتعدى مخالفة مرورية بسيطة. أما في ولايات أخرى مثل كارولينا الشمالية فقد أدخل قانون السير ضمن القانون الجنائي بشكل كامل، حيث يدان السائق بارتكاب جنحة قانونية بسبب تجاوز السرعة المحددة بمقدار يزيد عن 5 أميال.

## حركة المرور المنظمة

### أولوية المرور (حق الطريق)
غالبا ما تنشأ خلافات بين أصحاب المركبات والمشاة بسبب تقاطع مساراتهم وتداخلها، ويسمى المبدأ العام الذي يحدد الطرف الذي له الحق في المرور أولا «بحق الطريق» أو «أولوية المرور» وهو يحدد الطرف الذي يمتلك الحق في استخدام الجزء المتنازع عليه على الطريق والطرف الذي عليه الانتظار حتى يمر الطرف الآخر.
غالبا ما تستخدم لافتات المرور والإشارات الضوئية وعلامات الطرقات الأخرى لتوضيح أولوية المرور، ويستخدم بعض هذه الإشارات على مستوى عالمي تقريبا مثل إشارة التوقف stop sign وعندما لا تكون هناك إشارات أو لافتات على الطريق يتم اتباع قواعد مختلفة حسب المنطقة، وتختلف هذه القواعد المتعارف عليها المتعلقة بأولوية المرور بين بلد وآخر وقد تختلف داخل البلد نفسه. وهناك توجهات نحو تطوير نظام مروري عام على مستوى دولي، وقد تمثل هذا في اتفاقية فيينا حول إشارات ولافتات الطرق Vienna Convention on Road Signs and Signals التي تنصح باستخدام أدوات قياسية لمراقبة حركة المرور (لافتات وإشارات ضوئية وعلامات طريق) لتحديد أولوية المرور حيثما تستدعي الضرورة.
تنتشر ممرات المشاة في الأماكن السكنية وقد تشير إلى أن للمشاة الأولوية في العبور، وفي معظم المدن الحديثة تستخدم الإشارات الضوئية لتوضيح أولوية المرور في الطرق المزدحمة، والهدف الأساسي لهذه الإشارات إعطاء كل طريق فترة زمنية لاستخدام التقاطع بطريقة منظمة. وقد يجري تعديل هذه الفترات الفاصلة المخصصة لكل طريق وذلك لمراعاة بعض العوامل الطارئة مثل التباين في كثافة حركة المرور وحاجات المشاة أو الإشارات المرورية الأخرى. وقد تكون ممرات المشاة إلى جانب إشارات مرورية أخرى تتحكم بحركة المرور، وإذا لم تكن هذه الممرات منظمة أيضا بشكل أو بآخر فعلى المركبات إعطاء الأولوية للمشاة. عادة ما يكون لحركة السير على الطريق العامة أولوية المرور بالنسبة للمركبات الأخرى مثل تلك القادمة من طريق فرعية، وتعتبر تقاطعات السكك الحديدية والجسور المتحركة من الاستثناءات.

#### حركة المرور غير المنظمة
تكون حركة المرور غير منظمة في حال غياب علامات تحديد المسارات وإشارات التحكم بالمرور، ففي الطرقات التي لا توجد عليها علامات لتحديد المسارات يحرص السائقون على البقاء في الجهة المناسبة إذا كان الطريق واسعا بما فيه الكفاية، وكثيرا ما يتجاوز السائقون المركبات الأخرى وكثيرا ما تكون هناك عوائق مرورية.
تظهر حركة المرور غير المنظمة عند التقاطعات التي لا توجد فيها إشارات ضوئية أو لافتات مرورية، وتسيطر حركة المرور في طريق معين على بقية الطرقات عند تقاطع مزدحم وذلك حتى يحصل اختراق من مركبة آتية من طريق آخر في التقاطع فيتوقف المرور في الطريق الأول وتنتقل السيطرة إلى طريق آخر ينتظر فيه رتل من المركبات، وعند تقاطع طريقين عامين قد ينشأ ازدحام مروري إذا ما تقابلت عند التقاطع أربع مركبات قادمة من اتجاهات مختلفة.

### الانعطاف

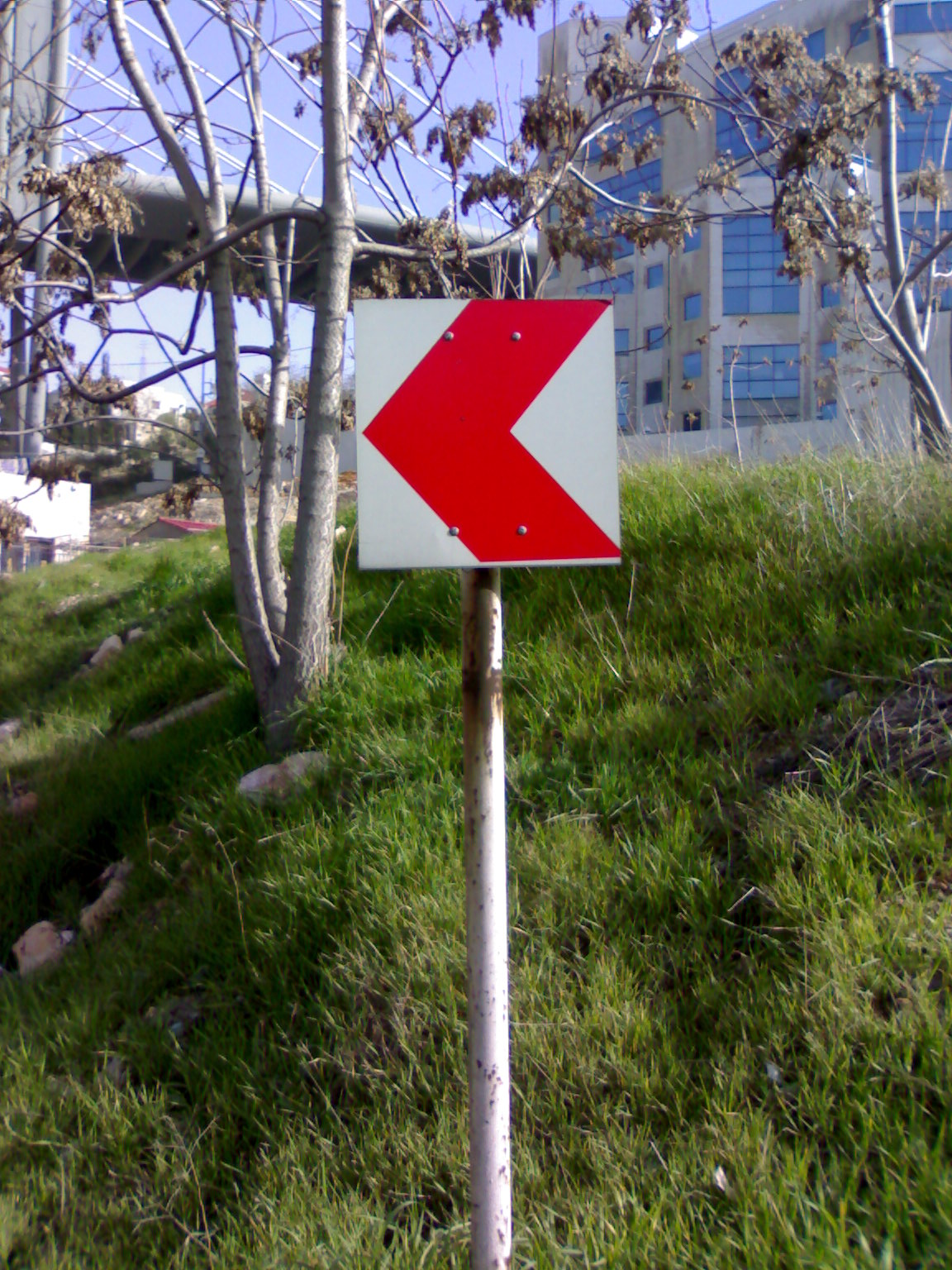

كثيرا ما يقوم السائقون بالانعطاف إلى طريق آخر أو الدخول إلى مكان خاص، وغالبا ما يستخدمون الأضواء الجانبية الوامضة للتعبير عن نية السائق في الانعطاف وبهذا ينبهون السائقين الآخرين. يختلف استخدام الأضواء الجانبية الوامضة بشكل كبير بين بلد وآخر على الرغم من أن هدف استخدامها هو نفسه في جميع الدول، وهو الإشارة إلى نية السائق في الخروج من المسار الحالي وذلك قبل فترة من خروجه (ثلاث ثواني بشكل عام).
هذا يعني أن على المركبات التي تنوي الانعطاف التوقف في انتظار ثغرة مرورية للانعطاف وقد يؤدي هذا إلى إزعاج السائقين خلفهم الذين لا ينوون الانعطاف. لهذا السبب يجري في بعض الأحيان تخصيص مسارات منفصلة وإشارات مرورية للانعطاف. وفي التقاطعات الأكثر ازدحاما حيث يكون المسار المنفصل غير فعال أو لا يمكن إنشاؤه قد يُمنع الانعطاف بشكل كامل، ويكون على السائقين الدوران حول مجموعة من الأبنية للانعطاف. تطبق كثير من المدن هذا النظام، ففي مدينة سان فرانسيسكو وبسبب شيوع هذا النظام فإن الانعطاف يمينا ثلاث مرات يعرف باللغة المحكية «بالانعطاف يسارا على طريقة سان فرانسيسكو» San Francisco Left Turn. وكذلك الأمر بالنسبة لمدينة تايباي في تايوان، فبسبب الازدحام الشديد في كثير من التقاطعات لا يسمح بالانعطاف يسارا بشكل مباشر وغالبا ما توجه الإشارات المرورية السائقين للدوران حول مجموعة من الأبنية للانعطاف.
إن قواعد الانعطاف ليست عالمية، ففي نيوزلنده على سبيل المثال على السيارات التي تنوي الانعطاف يسارا إفساح الطريق أمام السيارات المقابلة لها التي تنوي الانعطاف يمينا أي إعطاء حق المرور إلى السيارات التي تنعطف إلى مسار السائق (إلا إذا كان هناك عدة مسارات للانعطاف)
في الطرقات التي توجد فيها عدة مسارات تنتقل المركبات التي تنوي الانعطاف إلى المسار الأقرب إلى الوجهة التي ستنعطف إليها، فعلى سبيل المثال تنتقل المركبات التي تود الانعطاف إلى اليمين إلى المسار أقصى اليمين قبل التقاطع وقد يكون هناك مساران مخصصان للانعطاف نحو اليمين، ويلاحظ السائقون الأضواء الجانبية الوامضة التي يستخدمها السائقون الآخرون الموجودون على مسار آخر ويريدون الانعطاف يمنيا أيضا، فعلى سبيل المثال إذا كانت عدة سيارات على المسار اليميني الأقصى تود الانعطاف يمينا فقد تأتي مركبة من المسار اليميني المجاور وتنعطف يمينا أيضا بشكل مواز للسيارات التي تنعطف يمينا.

#### التقاطعات

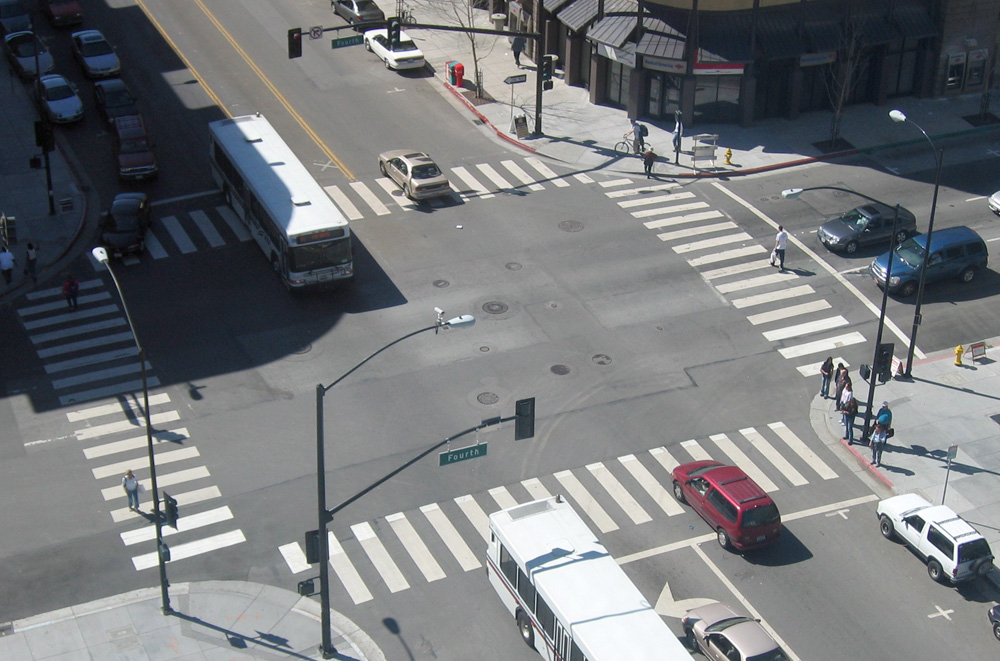
تقاطع في مدينة سان خوسيه في كاليفورنيا فيه ممرات مشاة ومسارات للانعطاف نحو اليسار وإشارات مرور ضوئية

رسم تخطيطي لحركة السيارات في دوّار تستخدم فيه الجهة اليسرى في القيادة. إن الدوارroundabout هو شكل من أشكال التقاطع أو وسيلة مرورية لتخفيف سرعة حركة المرور عند التقاطعات حيث تدور السيارات حول جزيرة مركزية وتكون أولوية المرور فيه للمركبات داخل الدائرة، وذلك خلافا لملتقى دوار تكون فيه أولوية المرور للمركبات القادمة من اليمين traffic Circle ولا يسمح في أي من منهما بوقوف السيارات كما يُمنع المشاة من استخدام الجزيرة المركزية.

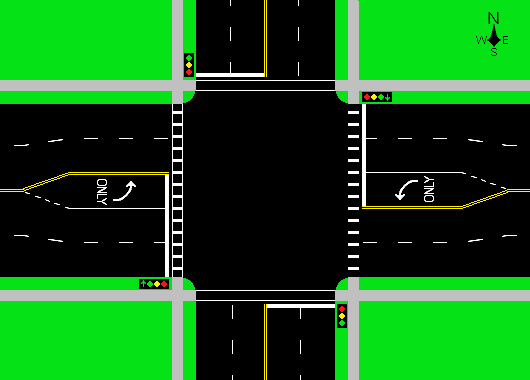
رسم تخطيطي لتقاطع طريقين باتجاهين كما يُشاهد من الأعلى (تسير المركبات على الطرف اليميني من الطريق). في الطريق باتجاه شرق- غرب مسارات للانعطاف يسارا من كلا الجهتين، ولكن الطريق باتجاه شمال- جنوب ليس فيه مسارات للانعطاف يسارا عند هذا التقاطع. كما أن الإشارات الضوئية على الطريق شرق- غرب فيها أسهم ضوئية خضراء لإظهار متى يمكن الانعطاف يسارا دون عوائق، كما تظهر علامات معابر المشاة على الطريق.

القاعدة المتعارف عليها في معظم القارة الأوروبية هي إعطاء حق المرور للمركبة الآتية من الجهة اليمنى، إلا أن هذه القاعدة تبطل في حال وجود إشارات أو لافتات مرورية، كما أنها لا تطبق في بعض الدول الأوروبية مثل فرنسا على التقاطعات التي لها شكل حرف T، وفي الماضي كانت أولوية المرور تعطى حسب المرتبة الاجتماعية لكل مسافر، إلا أنه بعد ظهور السيارات لم تعد هذه القاعدة عملية واستبدلت بأولوية المرور للقادم من اليمين priorité ádroite وما زالت سارية المفعول. وفي حركة المرور حول ملتقى دوار traffic circle تطبق قاعدة أولوية المرور للقادم من اليمين وذلك خلافا للقاعدة التي تطبق في أنواع أخرى من الدوارات والتي تسمى roundabout وتكون فيها أولوية المرور للمركبات داخل الدائرة. ولكن معظم الدوارات الفرنسية اليوم فيها إشارات تعطي حق المرور للمركبات الداخلة إلى الدائرة إلا أن هناك بعض الاستثناءات التي تعطي حق المرور للمركبات داخل الدوار مثل دوارPlace de l'Étoile حول قوس النصر Arc de Triomphe. إن حركة المرور عند هذا التقاطع مضطربة إلى حد كبير حتى إن شركات التأمين الفرنسية تعتبر الطرفين المشتركين في أي حادث مروري مسؤولين قانونيا بشكل متساو عن الحادث. قد تلغى أولوية المرور للقادم من اليمين التي تستخدم في أوروبا في حال وجود لافتات أو إشارات مرورية أو إشارات ضوئية أو شرطة لتنظيم المرور.
وفي إنكلترة يتم الاعتماد في تحديد أولوية المرور على اللافتات والإشارات بحيث يوجد عند كل ملتقى طريقين عامين (باستثناء الطرق التي فيها إشارات ضوئية) علامات تحدد الطريق الرئيسي والطريق الفرعي. تسبب القاعدة المتعارف عليها في القارة الأوروبية المتعلقة بحق المرور للقادم من اليمين مشاكل لكثير من السائقين البريطانيين والإيرلنديين الذين اعتادوا على أن تكون لهم دوما أحقية المرور إلا في حال وجود إشارات مرور تعطي حق المرور للسائقين القادمين من اليمين.
تستخدم الدول الأخرى أساليب متنوعة مشابهة للمثال المذكور وذلك لتحديد حق المرور عند التقاطعات، فعلى سبيل المثال في معظم الولايات الأمريكية من المتعارف عليه إعطاء حق المرور للمركبات القادمة من جهة اليمين إلا أن هذه القاعدة لا تطبق في حال وجود إشارات مرور محددة أو قواعد أخرى، كما هو الحال في قاعدة الشوارع العريضة boulevard rule وتقتضي هذه القاعدة المرورية أن تعطي السيارات القادمة من شوارع فرعية أو جادات حق المرور لحركة المرور في الشارع العريض الأكثر ازدحاما، وغالبا ما تكون هناك لافتات تدل على ذلك. يمكن مقارنة قاعدة الشوارع العريضة بمفهوم الطريق الرئيسي والطريق الفرعي التي يمكن أن توجد في الدول المشاركة في اتفاقية فيينا حول إشارات ولافتات الطرق.
التقاطعات المتعامدة وتسمى أيضا بالتقاطع الرباعي الاتجاهات، وهي أكثر أشكال التقاطعات شيوعا بالنسبة للطرق التي تتقاطع مع بعضها بعضا وتمثل النموذج الأساسي لها.
إذا لم تكن هناك إشارات ضوئية تتحكم بحركة المرور عند تقاطع رباعي تستخدم لافتات مرورية أو وسائل أخرى للتحكم في حركة المركبات وتوضيح أولوية المرور. من أكثر التنظيمات المرورية شيوعا تحديد أولوية المرور لإحدى الطرق، إلا أن هناك حالات معقدة حيث ينبغي على جميع المركبات الآتية باتجاه التقاطع إعطاء حق المرور للغير وقد يُطلب منها التوقف.
في الولايات المتحدة الأمريكية وجنوب إفريقيا وكندا هناك تقاطعات رباعية عليها إشارة توقف عند كل مدخل وتدعى إشارات توقف رباعية. إن عدم وجود إشارة مرورية على التقاطع الرباعي أو إذا كان هناك ضوء أحمر وامض فإن هذا يعني وجوب التوقف الرباعي كما في حال وجود أربع إشارات توقف. تتضمن قواعد التوقف الرباعي ما يلي:
1.	في الدول التي تستخدم إشارات التوقف الرباعية يكون حق المرور دوما للمشاة عند التقاطع، حتى عند ممرات المشاة غير المخططة والتي تكون استمرارا منطقيا للأرصفة عند كل تقاطع بزوايا قائمة تقريبا، إلا إذا كانت هناك إشارات تدل على شيء مغاير.
2.	المركبة التي تقف أولا عند خط التوقف أو قبل ممر المشاة (إذا لم يكن هناك خط للتوقف) يكون لها حق المرور
3.	إذا توقفت مركبتان في الوقت نفسه تكون أولوية المرور للمركبة إلى اليمين
4.	إذا توقفت ثلاث مركبات في الوقت نفسه تكون الأولوية للمركبتين اللتين تسيران عكس بعضهما، إذا كان هذا ممكنا
5.	إذا توقفت أربع مركبات في الوقت نفسه عادة ما يستخدم السائقون إشارات يدوية أو وسائل تواصل أخرى لإعطاء أولوية المرور.
في أوروبا وأماكن أخرى هناك تقاطعات مشابهة، وقد تكون منظمة بواسطة إشارات مرورية خاصة (حسب اتفاقية فيينا لإشارات ولافتات الطرق) هناك إشارة على شكل X سوداء تدل على الخطر وتمثل وجود تقاطع وتدل السائقين على أن التقاطع غير منظم وتنطبق عليه القواعد المتعارف عليها. إن القواعد المتعارف عليها التي تطبق على التقاطعات غير المنظمة في أوروبا وكثير من مناطق أمريكا الشمالية متطابقة تقريبا:
1.	تختلف قواعد مرور المشاة بين بلد وآخر، ففي الولايات المتحدة الأمريكية وكندا يكون للمشاة حق المرور في مثل هذه التقاطعات
2.	على جميع المركبات إعطاء حق المرور لأي مركبة آتية من جهة اليمين
3.	بعدها إذا كانت المركبة تنوي الانعطاف يمينا أو الاستمرار في الطريق نفسه فيمكنها أن تتابع السير
4.	على المركبات التي تريد الانعطاف يسارا أيضا أن تعطي أولوية المرور إلى المركبات الآتية من الاتجاه المعاكس، إلا إذا كانت تلك المركبات تريد الانعطاف يسارا أيضا
5.	إذا كان التقاطع مزدحما فعلى المركبات التناوب في السير أو تدوير الأولوية للسيارات القادمة من اليمين

#### ممرات المشاة
كثيرا ما يضطر المشاة إلى قطع الطريق من طرف إلى آخر وبهذا يعترضون طريق السيارات، وفي كثير من الأماكن يترك الأمر للمشاة بشكل كامل للانتباه لأمر سلامتهم حيث عليهم الانتباه إلى حركة المرور وعبور الطريق عندما لا يكون هناك خطر على سلامتهم، أما في المدن المزدحمة فعادة ما يكون هناك ممرات مخططة مخصصة لعبور المشاة.
تختلف أشكال ممرات عبور المشاة بشكل كبير وهناك شكلان سائدان هما: (1) سلسلة من الخطوط المتوازية البيضاء أو (2) خطان أفقيان طويلان أبيضان. والمفضل هو الشكل (1) حيث يظهر أكثر وضوحا مقابل لون أرض الطريق الغامقة.
تزود بعض معابر المشاة بإشارة ضوئية توقف المركبات عند مسافة تفصلها عن ممر المشاة بحيث يستطيعون العبور. ولدى بعض الدول إشارات «ذكية» للمشاة حيث ينبغي على الشخص الذي يريد العبور الضغط على زر ليؤكد رغبته في عبور الطريق، وتقوم إشارة المرور الضوئية باستخدام هذه المعلومة لبرمجة نفسها وإيقاف السيارات، وعند عدم وجود مشاة فإن حركة مرور المركبات لا تتوقف بدون داعي.
هناك كثير من ممرات المشاة دون إشارات ضوئية أيضا، وفي هذه الحالة تنص قوانين المرور عادة على أن أولوية المرور تكون لعبور المشاة وعلى المركبات التوقف عند استخدام المشاة للمعبر. تختلف قواعد السواقة بشكل كبير بين دولة وأخرى وحضارة وأخرى وكذلك الأمر بالنسبة لاحترام هذه القواعد.
هناك بعض القوانين التي تمنع العبور خارج ممر عبور المشاة ويستخدم مصطلح jaywalking لوصف عبور الطريق بشكل مخالف لأنظمة السير مما يعرض للخطر، وفي مناطق أخرى قد يكون للمشاة الحق في العبور من أي مكان يختارونه على الطريق ولهم أولوية المرور بالنسبة للمركبات على الطريق.
في معظم التقاطعات يراعى وجود معابر للمشاة أينما تلتقي الطرقات بزوايا قائمة حتى لو لم تكن مخططة بالأبيض، إلا أن هناك أمثلة في مناطق لا تنطبق عليها هذه القاعدة وهي بريطانيا وكرواتيا.
وقد تكون ممرات المشاة في أماكن بعيدة عن التقاطعات

### معابر السكك الحديدية

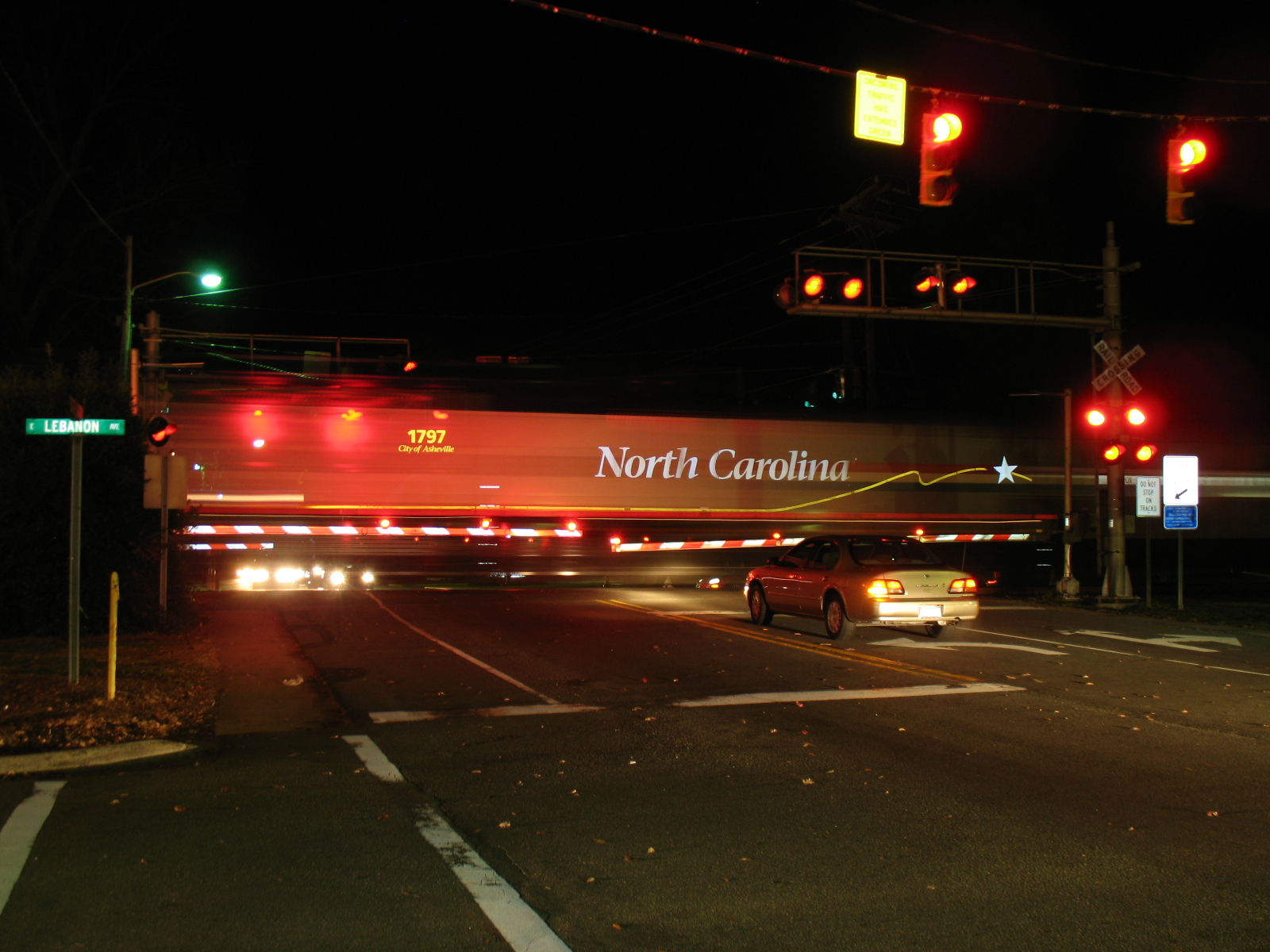
مثال على معبر سكة حديدية نموذجي في الولايات المتحدة الأمريكية

معبر السكة الحديدية هو تقاطع سكة حديدية مع الطريق على المستوى نفسه، ولضمان عوامل السلامة غالبا ما يكون مجهزا ببوابات يمكن إغلاقها وبأجراس على الممر وبإشارات تنبيه ضوئية.

### حدود السرعة
كلما ازدادت سرعة المركبة ازدادت صعوبة تجنب الاصطدام وتزايد حجم الضرر في حال حدوث تصادم، لذلك تقوم كثير من الدول في العالم بتحديد السرعة القصوى المسموح بها على طرقاتها، وينبغي ألا تقاد المركبات بسرعات تتجاوز الحد الأقصى المسموح به.
هناك طريقتان لفرض حدود السرعة، ففي الولايات المتحدة الأمريكية غالبا ما يراقب رجال الشرطة الطرقات ويستخدمون معدات خاصة (غالبا ما تكون وحدات رادار) لقياس سرعة المركبات ويوقفون أي مركبة تتجاوز حد السرعة المسموح به، وفي البرازيل وكولومبيا وبعض الدول الأوروبية هناك أجهزة حاسوبية لقياس سرعة المركبات منتشرة في جميع أنحاء المدينة تكشف بشكل أوتوماتيكي السائقين المخالفين للسرعة، وتلتقط هذه الأجهزة صورة للوحة السيارة أو لرقمها وتستخدم لاحقا في إصدار المخالفة وإرسالها بالبريد. وتستخدم كثير من السلطات في الولايات المتحدة الأمريكية هذه التقنية أيضا.
طورت ألمانيا تقنية الموجة الخضراء Grϋne Welle، وهي مؤشر يبين السرعة المثالية التي ينبغي على المركبات السير بها لضمان الاستمرار في السير على الأضواء الخضراء المتزامنة لإشارات المرور الضوئية الموجودة على طول طريق مستقيمة دون توقف، إذ يؤدي السير بسرعة أعلى أو أقل من السرعة المؤشر إليها إلى اضطرار السائق إلى التوقف المتكرر على الأضواء الحمراء، يؤدي هذا إلى امتناع السائقين عن زيادة السرعة أو إعاقة انسياب حركة المرور.

### التجاوز
التجاوز هو مناورة تقوم بها مركبة أو عدة مركبات تسير في اتجاه واحد لاجتياز مركبة أخرى، وفي الطرقات ذات المسارين المتعاكسين عندما يرسم على الطريق خط فاصل متقطع إلى جانب المركبة التي تريد التجاوز يمكن للسائق التجاوز عندما يكون الطريق آمنا. وفي الطرقات ذات المسارات المتعددة تسمح معظم قوانين السير بالتجاوز بين المسارات الأكثر بطئا إلا أن هناك شروط معينة ينبغي مراعاتها.
في بريطانيا وكندا وخاصة على الطرق في المدن عندما يكون هناك خط متصل أبيض أو أصفر إلى جهة السائق فهذا يعني أنه لا يسمح للسائق التجاوز في ذلك المسار، وإذا كانا خطين مزدوجين متصلين باللون الأبيض أو الأصفر فهذا يعني أنه لا يسمح بالتجاوز في كلا المسارين.
في الولايات المتحدة الأمريكية يعني الخط الأبيض المتصل بأنه لا يُنصح بتغيير المسار ويعني الخط الأبيض المزدوج بأن تغيير المسار ممنوع.

#### المسارات
عندما يكون الشارع عريضا بما فيه الكفاية بحيث يستوعب عدة مركبات تسير بالاتجاه نفسه فغالبا ما تقوم المركبات بتنظيم نفسها داخل مسارات، وتشكل بهذا مسارات مرورية متوازية. هناك في بعض الطرق مسار واحد في كل اتجاه وفي طرق أخرى مسارات متعددة في كل اتجاه. تستخدم معظم الدول علامات مرسومة على أرض الطرقات لتحديد حدود كل مسار واتجاه السير فيه. وفي دول أخرى لا توجد علامات لتحديد المسارات وغالبا ما يعتمد السائقون على حدسهم في اتباع المسارات.
في الطرق التي توجد فيها مسارات متعددة تسير باتجاه واحد يمكن للسائقين الانتقال بين المسارات حسب رغبتهم إلا أن عليهم عدم إزعاج السائقين الآخرين. تختلف ثقافة قيادة المركبات بشكل كبير في مجال «امتلاك حق استخدام المسار» ففي بعض الدول يعتبر السائقون أن لهم الحق والأولوية في المسار الذي هم فيه، في حين يتقبل السائقون في بلدان أخرى من السائقين الآخرين التنقل بشكل متكرر بين المسارات.
تخصيص المسارات والتجاوز
في الطرق السريعة ذات الاتجاهين يكون المسار السريع عادة هو الأقرب إلى منتصف الطريق والمسار البطيء هو الأقرب إلى حافته، ويفترض أن يسير السائقون في المسارات الأقل سرعة إلا إذا أرادوا التجاوز، ولكن عندما يكون هناك ازدحام مروري فغالبا ما تستخدم جميع المسارات.
في الدول التي تستخدم فيها الجهة اليسرى في القيادة:
- يكون المسار المخصص للمركبات السريعة على الجهة اليمنى
- يكون المسار المخصص للمركبات البطيئة على الجهة اليسرى
- معظم مخارج الطرق السريع تكون على الجهة اليسرى
- يسمح بالتجاوز من الجهة اليمنى وفي بعض الأحيان من الجهة اليسرى

في الدول التي تستخدم فيها الجهة اليمنى للقيادة:
- يكون المسار المخصص للمركبات السريعة على الجهة اليسرى
- يكون المسار المخصص للمركبات البطيئة على الجهة اليمنى
- معظم مخارج الطريق السريعة تكون على الجهة اليمنى
- يسمح بالتجاوز من الجهة اليسرى وفي بعض الأحيان من الجهة اليمنى

هناك قواعد مرورية متماثلة لدى الدول المشاركة في اتفاقية فيينا لحركة المرور تتعلق بالتجاوز وبتخصيص المسارات وتنص الاتفاقية، من بين تفاصيل أخرى، على أنه "على كل سائق السير على طرف الطريق بالتوافق مع اتجاه السير" وأن "السائقين الذين يريدون التجاوز يقومون بذلك من الجهة الجانبية الأخرى. هناك استثناءات لهذه القواعد ومنها الانعطاف أو ازدحام حركة المرور أو وجود أرتال من السيارات أو وجود إشارات مرور أو علامات تشير إلى خلاف ذلك.
ينبغي الالتزام بهذه القواعد بشكل أكبر على الطرقات التي توجد فيها حركة مرور معاكسة وهي تطبق على الطرقات السريعة ذات المسارات المتعددة المقسمة إلى اتجاهين. هناك كثير من الدول في أوروبا مشاركة في اتفاقية فيينا لحركة المرور والطرقات. في أستراليا (غير مشاركة في اتفاقية فيينا) وعلى الطرقات التي تكون فيها حدود السرعة 80 كم/ساعة (50 ميل/الساعة) يعد السير بسرعة أقل في أي مسار عدا المسار «البطيء» مخالفة، إلا إذا كانت هناك إشارة مرور تشير إلى خلاف ذلك أو إذا كان السائق يتجاوز مركبة أخرى.
هناك كثير من المناطق في أمريكا الشمالية ليس فيها أية قواعد مرور تلزم المركبات بالبقاء في المسارات البطيئة إلا في حال التجاوز. في هذه المناطق وخلافا لكثير من الدول الأوروبية يسمح للسائقين بالتجاوز من الجهتين، يسمى هذا في الولايات المتحدة الأمريكية «بالتجاوز من اليمين» passing on the right ويسمى في بريطانيا «بالتجاوز في الداخل» overtaking on the inside أو Undertaking. عند الإشارة إلى المسارات المخصصة على الطرقات العامة لا تؤخذ بعين الاعتبار حركة المرور التي تسير في الاتجاه المعاكس. فالمسار الداخلي (أي المسار إلى جانب حافة الطريق) يشير إلى المسار المستخدم للسير بسرعة عادية في حين يستخدم المسار المتوسط لتجاوز السيارات التي تسير في المسار الداخلي، أما المسار الخارجي (أي المسار الأقرب إلى المركبات التي تسير في الاتجاه المعاكس) فيستخدم لتجاوز المركبات في المسار المتوسط. ويطبق المبدأ نفسه على الطرق ذات الاتجاهين التي فيها أكثر من ثلاثة مسارات في كل اتجاه.
الممارسات الخاصة في الولايات المتحدة الأمريكية
في بعض الولايات الأمريكية مثل لويزيانا وماساشوستس ونيويورك على الرغم من وجود قوانين تنص على وجوب استخدام المركبات للمسار اليميني في الطرق العامة إلا في حالة التجاوز، فإنه غالبا ما يتم تجاهل القاعدة ونادرا ما تطبق على الطرقات ذات المسارات المتعددة. تستخدم بعض الولايات مثل ولاية كولورادو مزيجا من القوانين وإشارات المرور في تحديد السرعة أو سير المركبات على مسارات محددة للتأكيد على وجوب التجاوز من المسار اليساري وذلك لتجنب إثارة ظاهرة نفسية شائعة تتمثل في غضب السائقين road rage.
وفي كاليفورنيا قد تستخدم السيارات أي مسار على الطرقات ذات المسارات المتعددة، ويُتوقع من السائقين الذين يسيرون بشكل أبطأ من حركة السير العامة البقاء في المسار اليميني الأقصى وذلك لإفساح الطريق للمركبات الأسرع وعدم إعاقة سرعة حركة المرور. من ناحية ثانية ومن الناحية القانونية يمكن للسائقين الأكثر سرعة التجاوز في المسارات الأقل سرعة إذا كان ذلك ممكنا وذلك حسب قوانين المركبات الخاصة بكاليفورنيا، وتستلزم هذه القوانين أيضا بقاء الشاحنات في المسار اليميني أو في المسارين اليمينيين إذا كان في الطريق أربعة مسارات أو أكثر في الاتجاه الواحد. في الطرق السريعة القديمة في كاليفورنيا وفي بعض الطرقات ذات التقاطعات الجانبية التي لا تشق سيل حركة المرور interchanges غالبا ما يكون فيها مسارات يسارية عليها إشارات مرور مثل «يسمح للشاحنات استخدام المسار الأيسر» أو «يمكن للشاحنات استخدام جميع المسارات» وهي إشارات ضرورية لإلغاء القواعد المتعارف عليها. يُسمح بتقاسم المسار أو قيادة الدراجات النارية في المسافة بين السيارات إذا تم ذلك بحذر وكان آمنا.

### الطرقات باتجاه واحد
من أجل زيادة كفاءة حركة المرور وسلامتها قد يكون هناك طريقان منفصلان لكل اتجاه ويسمى كل منهما طريق باتجاه واحد

#### الطرق السريعة
قد يكون التنقل بين جزء وآخر في المدن الكبيرة بواسطة الشوارع العادية والجادات مستهلكا للوقت لأن حركة المرور غالبا ما تكون بطيئة بسبب التقاطعات بين الشوارع والانعطافات الحادة والمسارات الضيقة وعدم وجود حدود دنيا للسرعة، لذلك أصبح من الشائع في المدن الكبيرة إنشاء طرقات لحركة المرور السريعة لعبور المدن، وهناك نوعان من الطرقات المستخدمة لتأمين دخول سريع عبر المدن وهما:
- الطرق السريعة للدخول المنظم وهي طرق تقسم إلى عدة مسارات وتؤمن دخولا منظما بشكل كامل وفيها تقاطعات منفصلة لا تتقاطع مع حركة مرور أخرى، تسمى بعض الطرقات بالطرق السريعة expressways أو بالطرقات فائقة السرعة superhighways أو بالطرقات الرئيسية turnpikes وذلك حسب الاستخدام المحلي. يكون الدخول إلى الطرق السريعة منظما بشكل كامل حيث يسمح بالدخول إلى الطريق السريع والخروج منه فقط عند التقاطعات الجانبية المنفصلة التي لا تشق حركة السير.
- الطرق ذات الدخول المحدود وهي طرقات ثانوية وفيها بعض مواصفات الطرق السريعة ذات الدخول المنظم، وعادة ما يكون فيها طريق عريض بعدة مسارات غالبا ما يكون مقسما إلى قسمين مع وجود مسارات فاصلة عند التقاطعات.

عادة ما يستخدم سائقو المركبات الذين يريدون السير مسافات كبيرة داخل المدينة الطريق السريع وذلك لتقليص فترة السفر، وعندما يكون هناك طريق متقاطع مع الطريق السريع يتم بناء جسر (وأحيانا ممر سفلي) للطريق المتقاطع، وإذا تم رفع الطريق السريع فإن الطريق المتقاطع يمر تحته.
يجري في بعض الأحيان تحديد السرعة الدنيا (ولو أن هذا أصبح نادرا) وعادة ما يُشار إلى أنه على المركبة التي تسير بسرعة أقل من 40 ميل/ساعة (64 كلم/ساعة) أن تعطي إشارة إلى المركبات الأخرى وذلك باستخدام الأضواء الوامضة الأربعة للمركبة.
تستخدم الطرقات العادية والطرقات السريعة أيضا للربط بين المدن البعيدة وبين المناطق، ومن أبرزها الطرق السريعة التي تصل بين الولايات Interstate highways والأوتوبان Autobahnen وشبكة الطرق السريعة لجمهورية الصين الشعبية Expressway Network of the People’s Rebublic of China.

#### الطرق ذات الاتجاه الواحد
في الأنظمة الأكثر تطورا مثل تلك الموجود في المدن تحدد بعض الطرق بأنها طريق ذات اتجاه واحد لحركة المرور، إلا أن المشاة على الأرصفة لا يتقيدون بالسير باتجاه واحد. وإذا أراد أحد السائقين الوصول إلى مكان محدد على مثل هذا الطريق وتجاوزه فعليه استخدام شارع آخر للعودة إلى وجهته. إن استخدام الطرق ذات الاتجاه الواحد على الرغم من عدم ملائمتها لبعض السائقين إلا أنها يمكن أن تحسن سيل حركة المرور بشكل كبير حيث تسرع حركة مرور المركبات وتكون تقاطعاتها أكثر بساطة.

## ازدحام حركة المرور

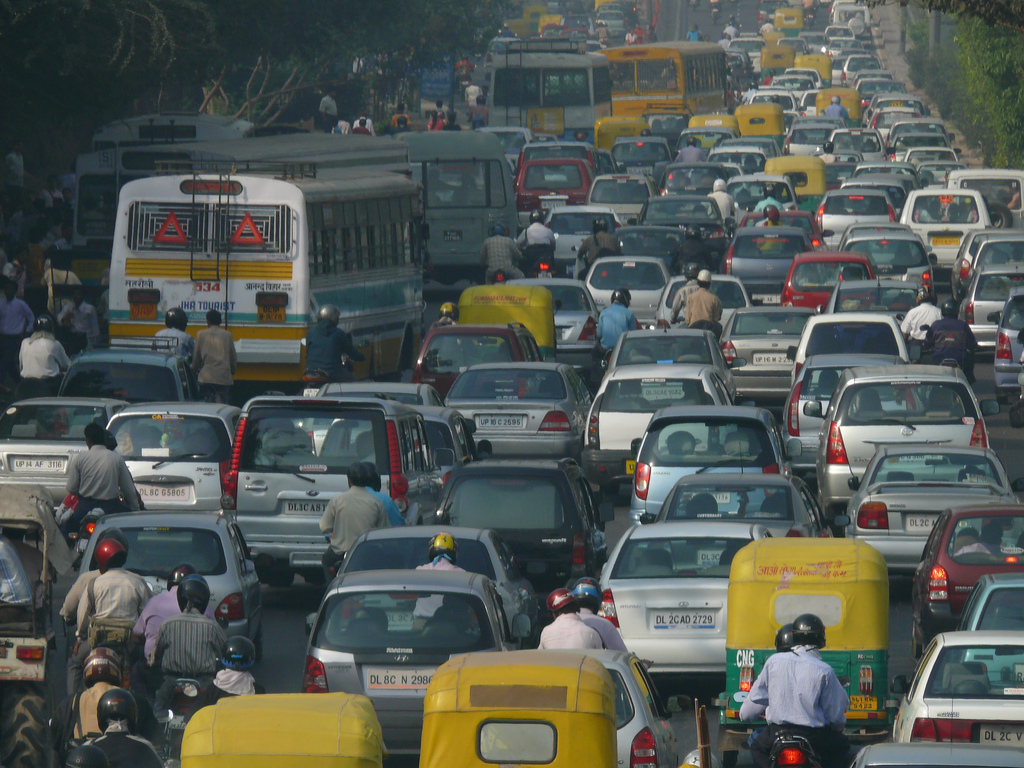
ازدحام المرور في دلهي

يكون حجم حركة المرور في بعض الأماكن كبيرا جدا إما خلال فترة ذروة الازدحام Rush hour أو بشكل دائم. وقد يكون ازدحام السيارات طارئا بسبب حادث على الطريق أو وجود عائق مثل أعمال بناء وقد يؤدي هذا إلى حدوث احتقان مروري، وهذه الديناميكية التي تتقدم بها حركة المرور تسمى بتدفق أو بسيل حركة المرور traffic flow. يقوم مهندسو حركة المرور في بعض الأحيان بقياس سيل حركة السيارات حسب مستوى كثافة استخدام الطريق Level of service.
من خلال المعطيات المرورية التي يتم قياسها اكتشفت خصائص عامة زمانية ومكانية تجربيبية للازدحام المروري متماثلة من حيث النوعية في طرق سريعة مختلفة في دول مختلفة. وتميز بعض هذه الخصائص العامة الازدحام الواسع المتحرك ومراحل السيل المروري المزدحم المتزامن معها في نظرية كيرنر لحركة المرور ذات المراحل الثلاث Kerner’s three-phse traffic theory.

### فترة ذروة الازدحام rush hour
يصل الازدحام المروري خلال أيام العمل في معظم المدن الكبيرة فترة الذروة أثناء أوقات متوقعة من اليوم بسبب العدد الكبير من المركبات التي تستخدم الطريق في الوقت نفسه، وتسمى هذه الظاهرة ساعة ذروة الازدحام أو ساعة الذروة على الرغم من أن فترة الكثافة العالية للمرور غالبا ما تستمر أكثر من ساعة واحدة.

## تخفيف الازدحام

### إجراءات فترة ذروة الازدحام
تتخذ بعض المدن إجراءات لتخفيف الازدحام والتلوث في ساعة الذروة وتشجع استخدام وسائل المواصلات العامة، فعلى سبيل المثال في ساوباولو ومانيلا ومدينة مكسيكو هناك يوم مخصص في الأسبوع لكل مركبة تُمنع فيه من استخدام الطرقات خلال فترة الذروة، ويحدد اليوم الخاص بكل مركبة من خلال رقمها، وتقوم شرطة المرور بتطبيق هذه القاعدة إضافة إلى مئات الكاميرات المرورية الموضوعة في أماكن إستراتيجية مدعومة بأنظمة حاسوبية لتمييز الصور وتقوم بإصدار مخالفات للسائقين المخالفين.
في الولايات المتحدة وكندا هناك في العديد من الطرق السريعة مسارا خاصا يسمى مسار المركبات ذات عدد الركاب الكبير High occupancy vehicle lane ‘HOV’ يسمح فقط للسيارات التي تحمل راكبين على الأقل (وفي بعض الأماكن ثلاثة راكبين) أو أكثر باستخدامه. كما تفرض كثير من المدن الكبيرة قوانين صارمة لمنع وقوف السيارات خلال فترة الذروة على الطرقات الرئيسية التي تصل بين المناطق الرئيسية المركزية، فخلال ساعات محددة أثناء الأسبوع تتعرض المركبات المتوقفة على هذه الطرقات الرئيسية إلى مخالفة فورية وتسحب المركبة على نفقة السائق. الهدف من هذه التقييدات توفير مسار إضافي من أجل زيادة استعياب حركة المرور إلى الحد الأقصى. إضافة إلى ذلك يوفر العديد من المدن خدمة هاتف عمومي يستطيع المواطنون بواسطته التنسيق فيما بينهم للتشارك في استخدام مركبة واحدة في التنقل حسب المكان الذي يعيشون فيه ومكان عملهم. الهدف من هذه الإجراءات تخفيض عدد المركبات على الطرق وبهذا تخفيض كثافة المرور أثناء فترة الذروة.
تقدم الطرق السريعة المجهزة بنظام عداد ضوئي metered freeways حلاً للازدحام في ساعة الذورة، ففي فونيكس في ولاية أريزونا وفي سياتل في ولاية واشنطن وفي أماكن أخرى تم تركيب نظام عداد ضوئي على المسارات التي تصب في الطرق السريعة، ويستخدم هذا النظام خلال ساعة الذروة بحيث تسمح ومضات الضوء الأخضر لسيارة واحدة فقط بدخول الطريق السريعة عند كل ومضة.

### حق أولوية المرور Pre-emption
يتم تزويد مركبات الطوارئ في بعض المناطق بمعدات خاصة مثل جهاز إرسال متحرك يعمل بالأشعة ما تحت الحمراء Mobile Infrared Transmitter يتيح لمركبات الطوارئ وخاصة مركبات الإطفاء أولوية المرور بواسطة تغيير أضواء الإشارات الضوئية إلى اللون الأخضر على طول الطريق الذي تسلكه. وفي مناطق أخرى تجهز حافلات النقل العام بمعدات خاصة للحصول على ضوء أخضر.
خلال حالات الطوارئ التي تتطلب إخلاء منطقة كثيفة بالسكان قد تلجأ السلطات إلى عكس اتجاه السير حيث تتجه جميع المسارات إلى طريق بعيد عن منطقة الخطر بغض النظر عن اتجاه سيرها الأساسي. وبعيدا عن حالات الطوارئ قد يجري عكس تجاه السير أيضا للتخفيف من الاختناقات المرورية خلال ازدحام ساعة الذروة مثل في حال انتهاء حدث رياضي (حيث يغادر عدد كبير من المركبات المكان في الوقت نفسه) فعلى سبيل المثال يمكن تغيير المسارات الستة لنفق لنكولن من ثلاثة مسارات داخلة وثلاثة مسارات خارجة إلى مسارين داخلين وأربع مسارات خارجة حسب حجم حركة المرور. وفي الطرق السريعة البرازيلية يصل طريق Rodovia dos Imigrantes وطريق Rodovia Anchieta بين مدينة ساو باولو وشاطئ الأطلسي، ويتم عادة عكس جميع المسارات تقريبا في كلا الطريقين أثناء عطلة نهاية الأسبوع لتسهيل حركة المرور الكثيفة باتجاه الشاطئ. يتطلب عكس اتجاه سير الطرقات السريعة كثيرا من المخارج الإضافية الجانبية للطرقات السريعة والتقاطعات المعقدة التي لا تشق حركة السير.

### أنظمة المواصلات الذكية
يتألف نظام المواصلات الذكي intelligent transportation system (ITS) من أجهزة حاسوبية وبرامج ومشغلّين يقومون بمراقبة حركة المرور ويتحكمون بها بشكل أفضل من أجل تحسين سيل المرور قدر الإمكان. وبما أن عدد الأميال التي تقطعها كل مركبة يتزايد سنويا بشكل كبير بينما لا يتناسب عدد الطرقات التي يتم إنشاؤها كل سنة مع تلك الزيادة فقد أدى هذا إلى تزايد الازدحامات المرورية. وكحل اقتصادي لتحسين حركة المرور يقدم نظام المواصلات الذكي عددا من التقنيات لتخفيف الازدحام من خلال مراقبة سيل حركة المرور بواسطة أجهزة مراقبة وكاميرات حية أو يقوم بتحليل معلومات تصله من هواتف خليوية في مركبات متحركة (معلومات سيارة متحركة) واستنادا إلى المعلومات يقوم النظام بإعادة توجيه حركة المرور حسب الحاجة، ويتم إيصال هذه التوجيهات المرورية بواسطة لوحات إرشادية مختلفة وبث إذاعي توجيهي وأنظمة أخرى من خلال دمج معطيات حركة المرور مع أنظمة التوجيه. إضافة إلى ذلك يتم تجهيز شبكة الطرقات بشكل متزايد ببنية تحتية إضافية للاتصالات والمراقبة للسماح للمسؤولين عن حركة المرور بمراقبة حالات الطقس وذلك لتوزيع مجموعات عمال الصيانة لإزالة الثلوج أو الجليد عن الطرقات، إضافة إلى تشغيل الأنظمة الذكية مثل الأنظمة الأوتوماتيكية لإزالة الجليد عن الجسور للمساعدة على تجنب حصول الحوادث.

## إشارات خاصة قانون المرور وأنواعها
| إشارات المنع             | إشارات المنع                 | إشارات المنع         | إشارات المنع         | إشارات المنع                          | إشارات المنع        |
| ------------------------ | ---------------------------- | -------------------- | -------------------- | ------------------------------------- | ------------------- |
|                          |                              |                      |                      |                                       |                     |
| ممنوع السير في الاتجاهين | يمنع الدخول في هذا الإتجاه   | يمنع الانعطاف لليسار | يمنع الانعطاف لليمين | يمنع الدوران                          | يمنع تجاوز المركبات |
|                          |                              |                      |                      |                                       |                     |
| يمنع الوقوف والتوقف      | يمنع مرور المركبات والدراجات | يمنع مرور الشاحنات   | يمنع مرور والدراجات  | يمنع مرور العربات المجرورة بالحيوانات |                     |